# Атлантический осётр
Атлантический осётр (лат. Acipenser sturio) — вид рыб семейства осетровых. Самый большой представитель рода осетры в Евразии, крупнее его только белый осётр, обитающий у тихоокеанского побережья Северной Америки. Обитал в Северном и Балтийском море, у европейского побережья Атлантики, в Адриатическом море, в западной и южной части Чёрного моря, между 71° с. ш. и 34° с. ш. и 25° з . д. и 42° в. д. В море встречался на глубинах от 40 до 100 м. Максимальная зарегистрированная длина 345 см. До начала XX века — ценная промысловая рыба, с 1975 года внесён в Приложение I CITES, его вылов запрещён во всех странах, охраняется в рамках Бернской конвенции об охране дикой фауны.

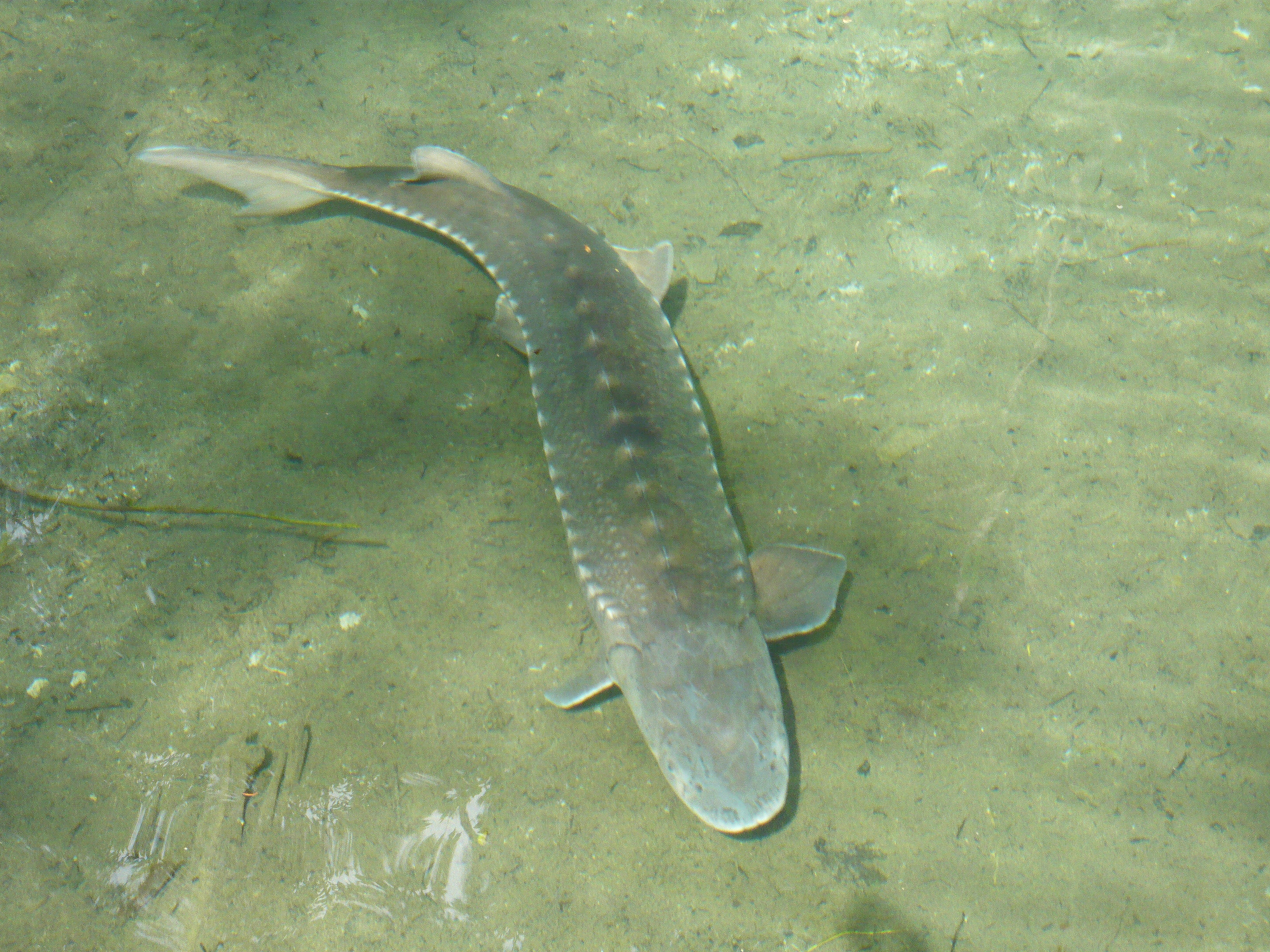
Атлантический осётр

## Ареал
Исторически область распространения атлантического или европейского осетра располагалась от Балтийского и Северного морей, через Средиземное море, до Чёрного моря. В Белом море отмечен только однажды близ устья р. Умбы. Имеются отдельные указания о присутствии осетра в Северной Двине в XVIII—XIX вв, до начала XX века встречался в Ладожском озере и р. Волхов.

## Таксономия
Атлантический осётр занимает обособленное положение внутри рода, и его филогенетические связи с другими видами осетров пока не выяснены. Среди учёных нет единого мнения о таксономическом статусе отдельных географически изолированных популяций, особенно североамериканских, и некоторым из этих популяций придаётся видовой ранг (Acipenser oxyrinchus Mitchill, 1815 — Американский атлантический осётр). Филогенетические и палеогенетические исследования 2008 года показывают, что европейская популяция Acipenser sturio, возможно, была основана мигрирующими группами американского атлантического осетра (Acipenser oxyrinchus) около 1200 лет назад.

## Описание

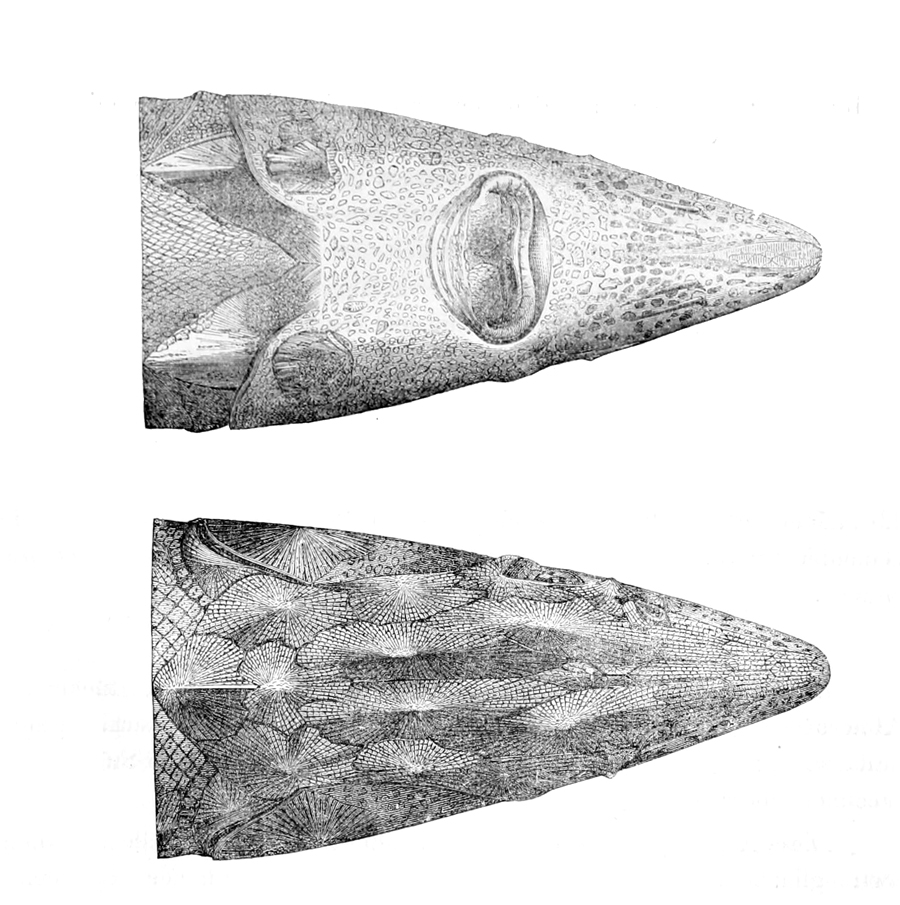
Голова атлантического осетра

Размеры жучек крупнее, чем у других видов рода. На хвостовом стебле сверху до 3 пар крупных щитков, часто срастающихся между собой. Спина покрыта косыми рядами (до 10—12) мелких ромбических костных бляшек. Рыло длинное, вытянутое, слегка приподнятое. Нижняя губа прервана. Усики без бахромок, расположены посередине между концом рыла и ртом. Жаберные перепонки приращены к межжаберному промежутку. Луч грудного плавника сильный. Желудок мягкий, сильно растягивающийся (как у белуги и калуги).
Спинных жучек 9—16, боковых — 24—40, брюшных — 8—14; жаберных тычинок 15—29; в спинном плавнике 30—50 лучей, в анальном — 22—33. Число хромосом в соматических клетках 116.
Окраска тела синевато-оливковая, иногда с золотистым отливом. Жучки светлые. Бока ниже латеральных рядов жучек светлые, брюхо белое. Радужная оболочка глаза золотистая. Брюшина и кишечный тракт светлые, почти белые.
Это крупный осётр, который может достигать длины 6 м и массы 400 кг. Максимальный зарегистрированный возраст — 100 лет.

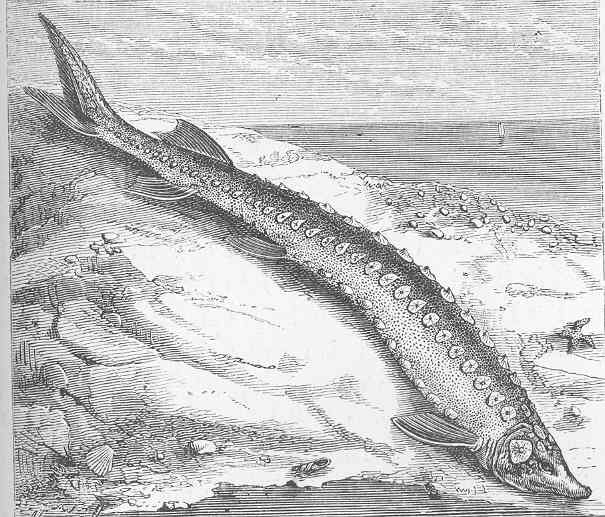
Старинное изображение атлантического осетра (1868)

В марте 1909 года в Северном море был пойман балтийский осётр длиной 345 см и весом 320 кг.

## Биология
Анадромный вид. Не образует скоплений на шельфе. Миграции небольшими стайками или поодиночке, во время нерестового хода и на местах зимовок образует небольшие скопления. Ранее на зимовках у Гельголанда на глубине 6,5—8 м был очень распространён. Преобладала яровая форма, но есть и озимая. Озимые осетры заходят в реки с конца лета и зимуют в пресной воде. Молодь атлантического осетра живёт в реках от 2 до 6 лет, при достижении длины тела свыше 60 см рыбы уходят в море.

### Размножение
Нерест протекает при температуре воды 7,7—22,0 °С (обычно 8—18 °С). В южных реках нерест в мае—июне, на севере — до июля. Ранее атлантические осетры совершали нерестовые миграции в большинстве крупных рек Европы, иногда поднимаясь на многие сотни километров: в Немане до Друскининкая, в Одере до Вроцлава, в Эльбе с Хамелем до Потсдама, в Рейне до Базеля, в По до Турина. В реках с короткой равнинной частью осетры нерестились в их нижних течениях: в Риони от Самтредиа до Ваши, в бассейне Жиронды до Ажена по Гаронне и до Бержерака по Дордони. Самки мечут от 200 тыс. до 5,7 млн икринок на глубине от 2 до 8 м на каменисто-галечном субстрате при скорости течения около 1 м/с.
Икра приклеивается к субстрату. Диаметр неоплодотворенных икринок 2—3 мм, в одном грамме икры содержится более 100 икринок. Продолжительность эмбрионального развития составляет от 3—4 дней при температуре 20—22 °С, до 12 суток при 8—12 °С. Масса личинок после выклева в среднем 10 мг, а длина 8—11 мм. В возрасте 10—14 дней после рассасывания желтка личинки достигают длины 16—18 мм и начинают активно питаться.
Атлантические осетры, как считается, могут достигать длины 6 м, массы до 400 кг. Максимальный достоверно известный размер — 345 см (360 см по ископаемым остаткам VII—X веков), весом около 300 кг. В XIX веке вылавливались особи в среднем от 94 до 220 см для самцов, и от 105 до 250 см для самок. В возрасте 2 лет длина составляет 28—35 см, в 4 года — 61—79 см, в 8 лет — 94—108 см, в 12 лет — 129—147 см. В Чёрном море (Риони) осётр рос быстрее, чем в Бискайском заливе (Жиронда), но немного медленнее осетров из Адриатического и Тирренского морей. В Чёрном море атлантические осетры жили до 18 лет, а максимальная зарегистрированная масса — 47 кг. Самцы достигают половой зрелости в возрасте 10—12 лет, самки — в 14—18 лет.

### Питание
В реке личинки питаются в основном ветвистоусыми, хирономидами и личинками других насекомых, а также малощетинковыми червями. В низовьях рек основу рациона подросшей молоди составляют мизиды и гаммариды. Взрослые рыбы поедают мелкую рыбу (песчанку, анчоуса) и донных беспозвоночных — червей, ракообразных, реже моллюсков.

### Миграции
В Европе атлантические осетры совершают нерестовые миграции в весенне-летнее время. В реки Балтийского побережья они входили в мае—июне; в Эльбу, Везер и Одер — с апреля по июль; в Риони — с конца апреля по июнь, в Дунай — с апреля по май, в Гвадалквивир — с января по май..

## Взаимодействие с человеком

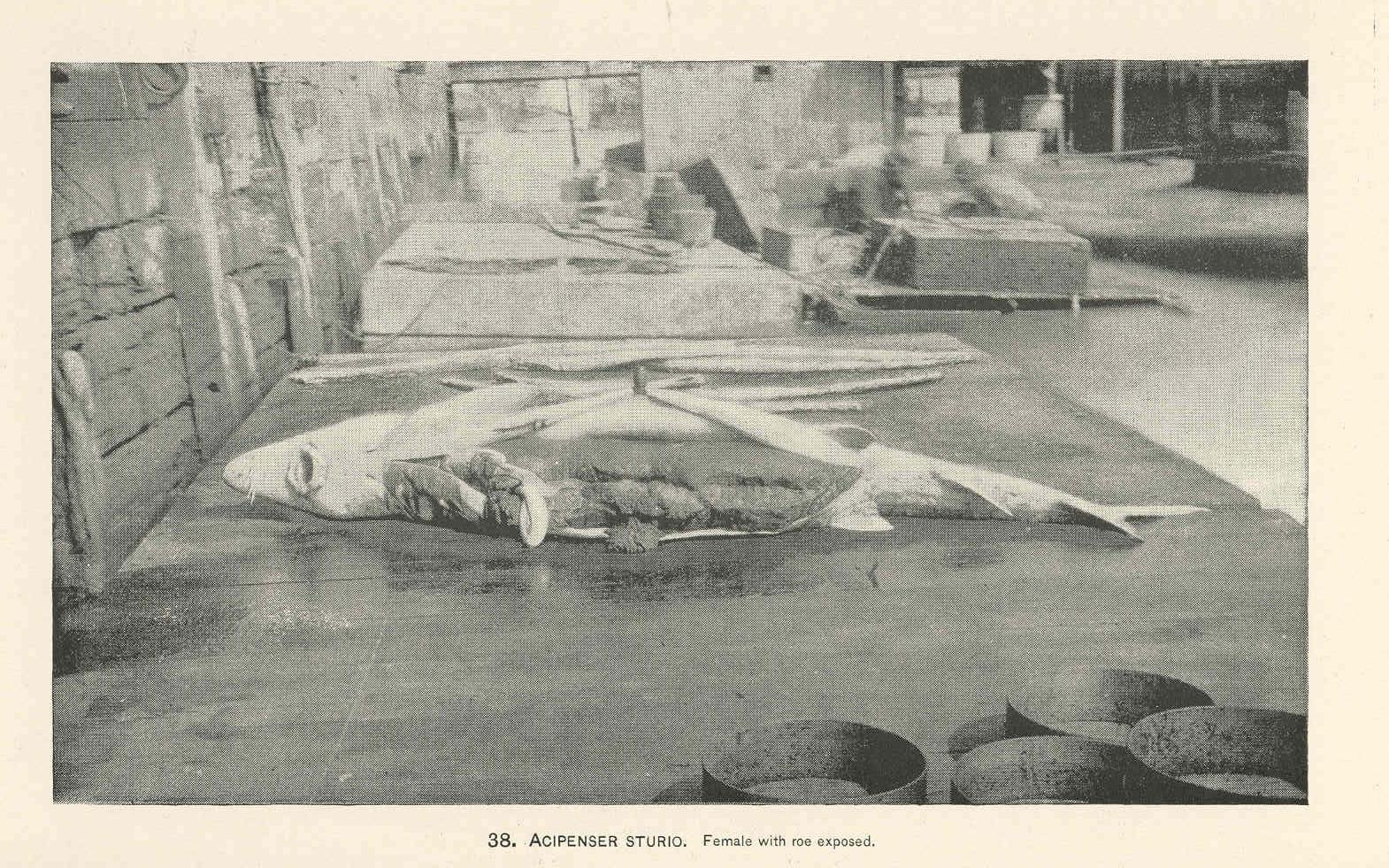
Самка атлантического осетра с икрой

Ценная, но крайне редкая рыба. В 1936—1939 годах мировой улов не превышал 130 т, в Европе до 50—60 т, из них у берегов Бискайского залива — до 25,5 т. В СССР в 1936 году добывалось примерно 8—10 т, из них в Риони — 2,5 т. Постройка плотин и дамб отрезала почти все естественные нерестилища атлантического осетра. По состоянию на 2009 год, по данным IUCN, популяция насчитывает не более 750 особей. На севере и востоке Европы атлантический осётр практически исчез: последняя поимка в Риони была зафиксирована в 1991 году. Встречается только в р. Гаронна (Франция), где его последний естественный нерест отмечен в 1994 году. Угрозу для нерестилищ в р. Гаронна представляет добыча гравия со дна реки.
Рыба поступала на рынок в охлаждённом, замороженном, солёном и копчёном виде. Икру солили. По качеству икра и мясо атлантического осетра ниже, чем у солоноватоводных и пресноводных видов.
Вид включён в Красную книгу России, Франции, Испании, Польши, Германии и, в целом, считается под угрозой полного исчезновения. Международный союз охраны природы присвоил виду охранный статус «Виды на грани исчезновения». В небольшом числе содержится в неволе, в Германии и Франции, в рамках программы по искусственному воспроизводству. Дважды, в 1995 и 2007 годах, во Франции и в Германии, в реки Гаронна и Эльба выпускались искусственно выращенные мальки этого вида, полученные из икры от нескольких диких производителей, выловленных ихтиологами в р. Гаронна. Выживаемость для выпуска 1995 года составила 3,5 %. Лишь в 2007 году впервые было получено потомство от особей, выращенных в неволе. Нерест взрослых особей, выпущенных мальками в 1995 году, ожидался в 2014 году, для выпуска 2007 года - в 2021 году.